# Гонзало Квесада
Гонзало Квесада (шп. Gonzalo Quesada; 2. мај 1974) професионални је аргентински рагби тренер и бивши професионални рагбиста. Тренутно је главни тренер Јагуарса, аргентинског представника у најјачем светском клупском рагби такмичењу.

## Биографија и каријера
Родио се у Буенос Ајресу, главном граду Аргентине и играо је за локални аматерски рагби клуб Хинду, а затим је отишао у Француску. Играо је за Нарбон, Безје, Стад Франс, По и Тулон. Гонзало је играо на једној од најважнијих позицији у рагбију, а то је позиција број 10 (отварач). За репрезентацију Аргентине је дебитовао када је имао 22 године у утакмици против селекције САД. Последњу утакмицу у дресу Аргентине је одиграо против Ирске на Светском првенству 2003. За репрезентацију Аргентине је укупно одиграо 38 утакмица и постигао 486 поена, од чега 4 есеја. Био је најбољи поентер Светског првенства у рагбију 1999. одржаног у Европи. Британски медији су му дали надимак "Брзи Гонзалес". 
Престао је да игра рагби 2008. Први посао као тренер пронашао је у Француској, где је три године радио као помоћни тренер рагби 15 репрезентације Француске. Био је тренер линије Расинга, а затим и главни тренер тог познатог клуба из Париза. После Расинга, четири године је радио као тренер Стад Франса са којим је освојио титулу првака Француске и Куп европских изазивача. Био је и тренер Олимпик Бијарица, пре него што се вратио у Аргентину. Наследио је Марија Ледезму као нови стратег Јагуарса, аргентинске франшизе која се такмичи у Супер рагбију. 2019. године Гонзало је направио епохалан успех, јер је одвео Јагуарсе у финале Супер рагбија. Јагуарси су тада изгубили од Крусејдерса, али је то био први пут да се један аргентински рагби тим нађе у самој завршници најелитнијег такмичења.

## Успеси

### Играчки
- Првенство Аргентине у рагбију 15 - Хинду 1996, 1998, 2007. (Првак државе)

### Тренерски
- Првенство Француске у рагбију 15 - Стад Франс (Првак државе) 2015.
- Куп Европских изазивача у рагбију 15 - Стад Франс (Освајач) 2017.
- Супер рагби - Јагуарси (Вицешампион) 2019.